# Rugby en Afganistán

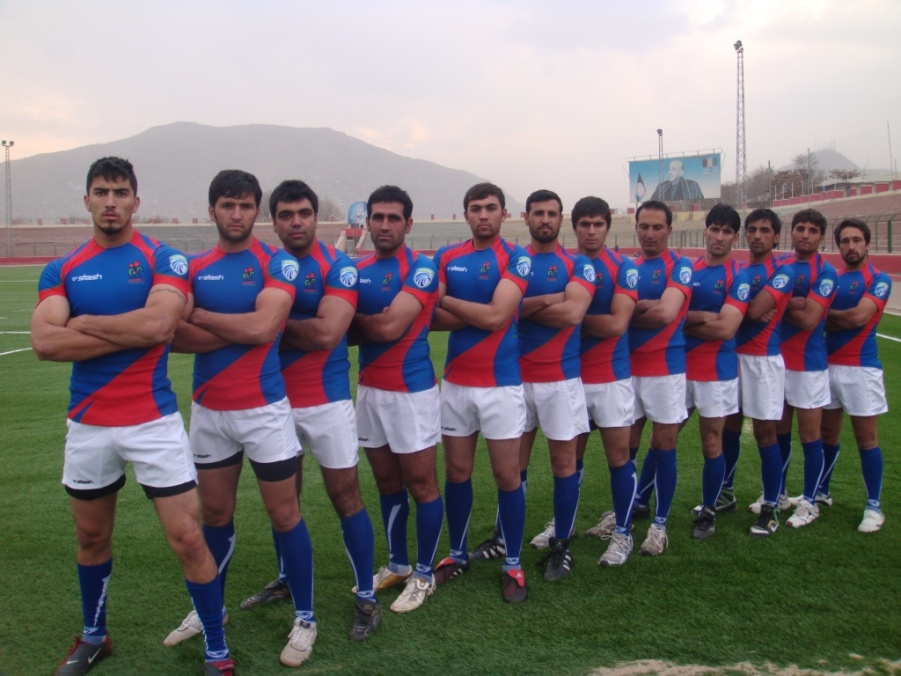
Equipo de rugby afgano

Rugby union es un deporte relativamente nuevo en Afganistán, mas se crece en popularidad. El primer equipo local se formó en 2011, y jugó su primer equipo, descalzo, contra soldados de las fuerzas especiales neozelandesas (Special Air Service) en la Zona Verde de Kabul. El primer torneo de rugby oficial en Afganistán fue patrocinado por la embajada británica en diciembre de 2011. El primer partido extranjero del equipo afgano está programado para jugar en una exposición de rugby sevens contra los Emiratos Árabes Unidos el 27 de abril de 2012. También está programado para jugar en el Bournemouth Sevens in Glastonbury en junio de 2012.

## Afghanistan Rugby Federation
The Afghanistan Rugby Federation (ARF) se registró con la Comité Olímpico Nacional, República Islámica de Afganistán, en 2010.